# Vedran Ćorluka

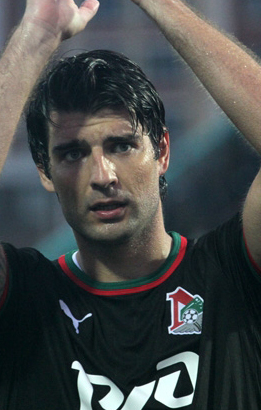
Ćorluka con el Lokomotiv de Moscú en 2012.

Vedran Ćorluka (pronunciado [ʋědran t͡ɕǒrluka]; n. Derventa, Bosnia y Herzegovina, el 5 de febrero de 1986) es un exfutbolista croata nacido en un territorio de la entonces Yugoslavia y de hoy Bosnia y Herzegovina. Jugaba como defensor en el Lokomotiv de Moscú y la selección nacional de Croacia. Desde 2015 hasta el retiro fue el capitán permanente de Lokomotiv.
Ćorluka se graduó de las divisiones inferiores del Dínamo de Zagreb, antes de hacer su debut profesional con el club en 2003. En 2007, pasó por 8 000 000 £ al club inglés de la Premier League Manchester City. En agosto de 2008, el día de la fecha límite de transferencia, firmó con otro club de la Premier League, Tottenham Hotspur. A nivel internacional, Ćorluka representó a Croacia en los distintos niveles juveniles antes de hacer su debut en el primer equipo en agosto de 2006, en el partido amistoso contra el campeón del mundo, Italia. Desde entonces, ha representado al país en la UEFA Euro de las ediciones 2008 y 2012, y Copa del mundo de la FIFA en 2014 y 2018.

## Primeros años
Ćorluka nació en Derventa, RS de Bosnia y Herzegovina, RSF Yugoslavia. Sus padres, Jozo y Anđa provienen de Modran, un pueblo cerca de Derventa. Debido a la guerra civil en Bosnia, en 1992 la familia se trasladó a Zagreb, Croacia, donde su padre trabajaba como ingeniero, además de ser el mánager de Ćorluka. Su madre es una juez. Vedran tiene un hermano.

## Trayectoria

### Inicios
Ćorluka comenzó a jugar al fútbol en las categorías inferiores del Dinamo de Zagreb cuando tenía ocho años de edad, impresionando a muchos cazatalentos de la cantera. La carrera profesional de Ćorluka se inició en 2003, pero durante esa temporada no hizo aparición en el primer equipo. Él fue enviado a préstamo al Inter Zaprešić y jugó una temporada con ellos, ayudando al equipo a acabar en segundo lugar en la liga, antes de volver al Dinamo de Zagreb en 2005. Después de establecerse como un actor clave en el Dinamo, él ayudó a ganar el título Prva HNL tres temporadas consecutivas 2005-06. También desempeñó un papel decisivo en su equipo en la conquista de la Copa de Croacia en la temporada 2006.

### Manchester City
Después de las actuaciones consistentemente sólidas, Ćorluka firmó por el Manchester City el 2 de agosto de 2007. El City no reveló el precio, pero los informes de los medios de comunicación croatas sugirieron que el acuerdo tuvo un valor aproximado de 8 000 000 £, firmando un contrato de cinco años con 21 años de edad.
Como de costumbre, él constantemente encontró un punto de partida para su equipo en la Premier League. A pesar de un error durante la pesadilla impactante derrota 6-0 de su equipo ante el Chelsea en Stamford Bridge, se mantuvo fuerte durante su primera temporada en Inglaterra ya que su equipo terminó noveno en la liga y logró entrar a la ronda de clasificación de la Copa de la UEFA a través del ranking de juego limpio de la UEFA. En algunas raras ocasiones, también se utiliza como un centrocampista defensivo durante la temporada, demostrando ser un factor para que los atacantes contrarios.
Anotó su primer gol en la derrota por 4-2 ante el Aston Villa en la primera fecha de la temporada 2008-09. En la Copa de la UEFA, segunda ronda de calificación, partido de vuelta, Ćorluka anotó el penalti decisivo en la dramática victoria 4-2 en tanda de penales contra el modesto Midtjylland danés tras el empate 1-1 en el global. Jugó su último partido con el City ante el Sunderland el 31 de agosto de 2008, lanzando su camisa en la multitud al final del partido. Fue una Gran Sorpresa

### Tottenham Hotspur
El 1 de septiembre de 2008, se anunció que Ćorluka había firmado para el Tottenham Hotspur por un precio de 5.5 millones de £ en un contrato de seis años, uniéndose a su compatriota internacional croata y gran amigo, Luka Modrić, en el club. Durante el partido contra el Stoke City del 19 de octubre Ćorluka resultó seriamente lesionado. Un rodillazo bajo la barbilla recibido de su compañero Heurelho Gomes lo dejó inmediatamente inconsciente. Después de diez minutos de tratamiento en el campo, fue trasladado de urgencia al hospital, donde se anunció ningún daño grave era evidente. En la final de Copa de la Liga el 1 de marzo de 2009, Ćorluka anotó el único penal del Tottenham en la tanda de desempate con derrota ante el Manchester United. Es llamado 'Charlie' por la mayoría de los aficionados de los Spurs.
Ćorluka anotó su primer gol en la Premier League para el Tottenham en el empate 2-2 contra el Bolton Wanderers, el 3 de octubre de 2009. El 2 de febrero de 2011, Ćorluka fue titular y jugó los 90 minutos como lateral derecho por delante del lesionado Alan Hutton, en la victoria por 1-0 sobre el Blackburn Rovers en Ewood Park.

### Cesión al Bayer Leverkusen
En el mercado de invierno de 2012, el 31 de enero, Ćorluka firmó su pase en préstamo al club de la Bundesliga Bayer Leverkusen por el resto de la temporada 2011-12, con la opción de compra de sus derechos de contrato en el periodo de traspasos de verano.
Ćorluka hizo su debut con el club en un empate en casa 2-2 ante el Stuttgart en el BayArena el 4 de febrero, jugando los 90 minutos. En su única aparición en la Liga de Campeones para el club, Ćorluka hizo el pase centrado para el gol del empate de Michal Kadlec en el 52', antes de ser sustituido en el 90' por Danny da Costa, perdiendo por 3-1 ante el Barcelona. El 25 de febrero, el defensor dio una asistencia para el primero de los dos goles de Lars Bender en la victoria por 2-0 sobre el Colonia. La última aparición del croata para el club entró en una goleada 4-1 al 1. FC Nürnberg el 5 de mayo, un partido en el que el delantero del Leverkusen Kießling marcó un hat-trick. A pesar de que el Leverkusen tenía una opción para comprar su contrato al final de la temporada se decidió no seguir adelante con la opción por dificultades financieras que se mencionan como el principal obstáculo.

### Lokomotiv Moscú
El 27 de junio de 2012, el Lokomotiv de Moscú anunció la contratación de Ćorluka desde el Tottenham Hotspur por 5,5 millones de libras esterlinas. La firma llegó a la luz de la reciente designación de Slaven Bilić, un ex-seleccionador nacional de Croacia, para técnico principal del Lokomotiv. Ćorluka firmó un contrato de tres años después de la finalización con éxito de su examen médico. Anotó gol en su debut ante el recién ascendido Mordovia Saransk en la victoria por 3-2. En julio de 2015, tras haber contribuido a la conquista de la Copa de Rusia por el Lokomotiv los aficionados lo nombraron Jugador del Año del club.

## Selección nacional
Fue internacional con la selección de fútbol de Croacia en 103 ocasiones. Su debut como internacional se produjo el 16 de agosto de 2006 en un partido amistoso con victoria por 2-0 ante Italia en Livorno.
El 14 de mayo de 2014, Corluka fue incluido en la lista preliminar de 30 jugadores que representarán a Croacia en la Copa Mundial de Fútbol de 2014 en Brasil, siendo ratificado en la lista final de 23 futbolistas el 31 de mayo.
El 4 de junio de 2018, el seleccionador Zlatko Dalić lo incluyó en la lista de 23 para el Mundial. Contribuyó con su experiencia a que Croacia se convirtiera en finalista del Mundial.
Se retiró de la selección de Croacia pocos días después de terminar el Mundial.

### Participaciones en Copas del Mundo
| Mundial           | Sede   | Resultado      | Partidos | Goles |
| ----------------- | ------ | -------------- | -------- | ----- |
| Copa Mundial 2014 | Brasil | Fase de grupos | 3        | 0     |
| Copa Mundial 2018 | Rusia  | Subcampeón     | 4        | 0     |

### Participaciones en Eurocopas
| Eurocopa      | Sede    | Resultado        | Partidos | Goles |
| ------------- | ------- | ---------------- | -------- | ----- |
| Eurocopa 2016 | Francia | Octavos de final | 4        | 0     |

## Estadísticas

### Clubes
Actualizado al último partido jugado el 11 de diciembre de 2019.
| Dinamo Zagreb · Croacia | 2006-07       | 26  | 4  | 3  | 0  | 0 | 0 | 6  | 0 | 0 | 32  | 4  | 3  |
| Dinamo Zagreb · Croacia | 2007-08       | 0   | 0  | 0  | 0  | 0 | 0 | 1  | 0 | 0 | 1   | 0  | 0  |
| Dinamo Zagreb · Croacia | Total club    | 26  | 4  | 3  | 0  | 0 | 0 | 7  | 0 | 0 | 33  | 4  | 3  |
| Manchester City Inglaterra | 2007-08       | 35  | 0  | 3  | 6  | 0 | 0 | 0  | 0 | 0 | 41  | 0  | 3  |
| Manchester City Inglaterra | 2008-09       | 3   | 1  | 0  | 0  | 0 | 0 | 3  | 0 | 0 | 6   | 1  | 0  |
| Manchester City Inglaterra | Total club    | 38  | 1  | 3  | 6  | 0 | 0 | 3  | 0 | 0 | 47  | 1  | 3  |
| Tottenham Hotspur Inglaterra | 2008-09       | 34  | 0  | 3  | 7  | 0 | 0 | 0  | 0 | 0 | 41  | 0  | 3  |
| Tottenham Hotspur Inglaterra | 2009-10       | 29  | 1  | 2  | 7  | 0 | 0 | 0  | 0 | 0 | 36  | 1  | 2  |
| Tottenham Hotspur Inglaterra | 2010-11       | 15  | 0  | 1  | 1  | 0 | 0 | 8  | 0 | 0 | 24  | 0  | 1  |
| Tottenham Hotspur Inglaterra | 2011-12       | 3   | 0  | 0  | 1  | 0 | 0 | 4  | 0 | 0 | 8   | 0  | 0  |
| Tottenham Hotspur Inglaterra | Total club    | 81  | 1  | 6  | 16 | 0 | 0 | 12 | 0 | 0 | 109 | 1  | 6  |
| Bayer Leverkusen · Alemania | 2011-12       | 7   | 0  | 1  | 0  | 0 | 0 | 1  | 0 | 1 | 8   | 0  | 2  |
| Bayer Leverkusen · Alemania | Total club    | 7   | 0  | 1  | 0  | 0 | 0 | 1  | 0 | 1 | 8   | 0  | 2  |
| Lokomotiv Moscú · Rusia | 2012-13       | 28  | 1  | 2  | 1  | 0 | 0 | 0  | 0 | 0 | 29  | 1  | 2  |
| Lokomotiv Moscú · Rusia | 2013-14       | 28  | 1  | 1  | 0  | 0 | 0 | 0  | 0 | 0 | 28  | 1  | 1  |
| Lokomotiv Moscú · Rusia | 2014-15       | 26  | 2  | 0  | 4  | 0 | 1 | 2  | 0 | 0 | 32  | 2  | 1  |
| Lokomotiv Moscú · Rusia | 2015-16       | 24  | 3  | 0  | 1  | 0 | 0 | 4  | 0 | 0 | 29  | 3  | 0  |
| Lokomotiv Moscú · Rusia | 2016-17       | 19  | 0  | 2  | 2  | 0 | 0 | 0  | 0 | 0 | 21  | 0  | 2  |
| Lokomotiv Moscú · Rusia | 2017-18       | 6   | 0  | 0  | 0  | 0 | 0 | 2  | 0 | 0 | 8   | 0  | 0  |
| Lokomotiv Moscú · Rusia | 2018-19       | 21  | 0  | 1  | 6  | 1 | 0 | 3  | 0 | 0 | 30  | 1  | 1  |
| Lokomotiv Moscú · Rusia | 2019-20       | 18  | 0  | 0  | 1  | 0 | 0 | 6  | 0 | 0 | 25  | 0  | 0  |
| Lokomotiv Moscú · Rusia | Total club    | 169 | 7  | 6  | 15 | 1 | 1 | 17 | 0 | 0 | 201 | 8  | 7  |
| Total carrera | Total carrera | 321 | 13 | 19 | 37 | 1 | 1 | 40 | 0 | 1 | 398 | 14 | 21 |
| (1) Incluye datos de Copa de Rusia, Copa de la Liga de Inglaterra, FA Cup y Supercopa de Rusia. (2) Incluye datos de Liga Europa de la UEFA, Liga de Campeones de la UEFA y Copa de la UEFA. |               |     |    |    |    |   |   |    |   |   |     |    |    |

### Selección
Actualizado al último partido jugado el 11 de julio de 2018.
| Selección | Temporada | Amistosos | Amistosos | Amistosos | Eliminatorias | Eliminatorias | Eliminatorias | Eurocopa | Eurocopa | Eurocopa | Mundial | Mundial | Mundial | Total | Total | Total  |
| Selección | Temporada | Part.     | Goles     | Asist.    | Part.         | Goles         | Asist.        | Part.    | Goles    | Asist.   | Part.   | Goles   | Asist.  | Part. | Goles | Asist. |
| --------- | --------- | --------- | --------- | --------- | ------------- | ------------- | ------------- | -------- | -------- | -------- | ------- | ------- | ------- | ----- | ----- | ------ |
| Croacia   |           |           |           |           |               |               |               |          |          |          |         |         |         |       |       |        |
| 2006      | 1         | 0         | 0         | 4         | 0             | 0             | -             | -        | -        | -        | -       | -       | 5       | 0     | 0     |        |
| 2007      | 3         | 0         | 1         | 8         | 0             | 1             | -             | -        | -        | -        | -       | -       | 11      | 0     | 2     |        |
| 2008      | 5         | 0         | 0         | 4         | 0             | 0             | 4             | 0        | 0        | -        | -       | -       | 13      | 0     | 0     |        |
| 2009      | 2         | 1         | 0         | 5         | 0             | 0             | -             | -        | -        | -        | -       | -       | 7       | 0     | 1     |        |
| 2010      | 2         | 0         | 0         | 4         | 0             | 0             | -             | -        | -        | -        | -       | -       | 6       | 0     | 0     |        |
| 2011      | 3         | 0         | 0         | 7         | 1             | 1             | -             | -        | -        | -        | -       | -       | 10      | 1     | 1     |        |
| 2012      | 3         | 1         | 0         | 2         | 1             | 0             | 3             | 0        | 0        | -        | -       | -       | 8       | 2     | 0     |        |
| 2013      | 3         | 0         | 1         | 7         | 0             | 0             | -             | -        | -        | -        | -       | -       | 10      | 0     | 1     |        |
| 2014      | 3         | 0         | 0         | 4         | 0             | 0             | -             | -        | -        | 3        | 0       | 0       | 10      | 0     | 0     |        |
| 2015      | 0         | 0         | 0         | 5         | 0             | 0             | -             | -        | -        | -        | -       | -       | 5       | 0     | 0     |        |
| 2016      | 3         | 0         | 0         | 3         | 0             | 0             | 4             | 0        | 0        | -        | -       | -       | 10      | 0     | 0     |        |
| 2017      | 0         | 0         | 0         | -         | -             | -             | -             | -        | -        | -        | -       | -       | 0       | 0     | 0     |        |
| 2018      | 4         | 0         | 0         | -         | -             | -             | -             | -        | -        | 4        | 0       | 0       | 8       | 0     | 0     |        |
| Total     | Total     | 32        | 2         | 2         | 53            | 2             | 2             | 11       | 0        | 0        | 7       | 0       | 0       | 103   | 4     | 4      |

### Resumen estadístico
| Competición           | Partidos | Goles | Asistencias |
| --------------------- | -------- | ----- | ----------- |
| Liga                  | 321      | 13    | 19          |
| Copas nacionales      | 37       | 1     | 1           |
| Copas internacionales | 40       | 0     | 1           |
| Selección Absoluta    | 103      | 4     | 4           |
| Sub-21                | 9        | 0     | ?           |
| Sub-19                | 12       | 4     | ?           |
| Sub-18                | 3        | 0     | ?           |
| Sub-17                | 11       | 2     | ?           |
| Sub-16                | 7        | 2     | ?           |
| Total                 | 543      | 26    | 25          |

## Palmarés

### Títulos nacionales
| Título                | Club                   | País    | Año     |
| --------------------- | ---------------------- | ------- | ------- |
| Primera División      | G. N. K. Dinamo Zagreb | Croacia | 2005-06 |
| Primera División      | G. N. K. Dinamo Zagreb | Croacia | 2006-07 |
| Copa de Croacia       | G. N. K. Dinamo Zagreb | Croacia | 2006-07 |
| Copa de Rusia         | F. C. Lokomotiv Moscú  | Rusia   | 2014-15 |
| Copa de Rusia         | F. C. Lokomotiv Moscú  | Rusia   | 2016-17 |
| Liga Premier de Rusia | F. C. Lokomotiv Moscú  | Rusia   | 2017-18 |
| Copa de Rusia         | F. C. Lokomotiv Moscú  | Rusia   | 2018-19 |
| Supercopa de Rusia    | F. C. Lokomotiv Moscú  | Rusia   | 2019    |
| Copa de Rusia         | F. C. Lokomotiv Moscú  | Rusia   | 2020-21 |